# Farní sbor Českobratrské církve evangelické v Libštátě
Farní sbor Českobratrské církve evangelické v Libštátě je sborem Českobratrské církve evangelické v Libštátě. Sbor spadá pod Liberecký seniorát.
Farářem sboru je Petr Hudec a kurátorem sboru je Jiří Kotas.

## Faráři sboru
- Lubomír Linka diakon (1942–1943)
- Petr Brodský (1973–1975)
- Jaroslav Nečas (1975–1979)
- Jaroslav Nečas (1979–1984)
- Michael Hána (1985–1990)
- Michael Hána (1990–1994)
- Blahoslav Matějka (1995–1999)
- Filip Susa (2002–2011)
- Blahoslav Matějka (2011–2015)
- Petr Hudec (2015)